# ای‌آرام رومرو
ای‌آرام رومرو (به انگلیسی: ARM Romero) یک کشتی بود که طول آن 75m بود.